# ГЕС Xiāngchéng
ГЕС Xiāngchéng (乡城水电站) — гідроелектростанція у центральній частині Китаю в провінції Сичуань. Знаходячись між ГЕС Niángyōng (вище по течії) та ГЕС Донгсонг, входить до складу каскаду на річці Shuòqū, лівій притоці Dingqu, котра в свою чергу є лівою притокою Дзинші (верхня течія Янцзи).
В межах проекту річку перекрили бетонною греблею висотою 31 метр, довжиною 180 метрів та шириною по гребеню 7 метрів. Вона утримує водосховище з об'ємом 4  млн м3 та нормальним рівнем поверхні на позначці 2933 метра НРМ.
Зі сховища ресурс транспортується через прокладений у лівобережному гірському масиві  дериваційний тунель довжиною 16,4 км, виконаний в діаметрах 6 та 7,8 метра. Він сполучений з вирівнювальним резервуаром висотою 84 метра з діаметром 16 метрів та напірним водоводом довжиною 0,6 км з діаметром 4,5 метра.
Основне обладнання станції складається із трьох турбін типу Френсіс потужністю по 40 МВт, які встановлені на рівні 2760 метра НРМ.